# Fabiano Pereira da Costa
Fabiano Pereira da Costa, detto Fabiano (San Paolo, 6 aprile 1978), è un ex calciatore brasiliano, di ruolo centrocampista.

## Caratteristiche tecniche
Giocava come centrocampista, ma all'occasione può ricoprire anche il ruolo di attaccante.

## Carriera

### Club
Fabiano iniziò la carriera nel San Paolo nel 1996, a diciotto anni, rimanendo nella società paulista fino al 2001, anno in cui si trasferì alla Portuguesa. Nel 2002 passò al Santos, segnando 10 reti in 34 partite e guadagnandosi un trasferimento in Europa, all'Albacete Balompié durante Primera División 2003-2004 (Spagna); lasciato il paese iberico passò ai messicani del Club Necaxa, dove diventò un titolare fisso giocando la maggior parte delle partite con il numero 10 sulle spalle. Trasferitosi al Puebla, ha giocato durante il campionato di Apertura 2008, salvo poi abbandonare il club per trasferirsi nel natio Brasile, al Clube Atlético Mineiro il 12 marzo 2009.

### Nazionale
Ha giocato 16 partite per le nazionali giovanili brasiliane, segnando due reti e partecipando a Sydney 2000.

## Palmarès

### Club

#### Competizioni internazionali
- Coppa Master di Coppa CONMEBOL: 1

San Paolo: 1996

#### Competizioni statali
- Campionato paulista: 2

San Paolo: 1998, 2000
- Campionato Gaúcho: 1

Internacional: 2002
- Campionato Pernambucano: 1

Sport Recife: 2009

#### Competizioni nazionali
- Torneo Rio-San Paolo: 1

San Paolo: 2001
- Campionato brasiliano: 1

Santos: 2002